# ベルナール7世 (アルマニャック伯)
ベルナール7世（Bernard VII d'Armagnac, 1360年 - 1418年6月12日）は、百年戦争期のフランスの貴族、軍人。アルマニャック伯。フランス王国軍総司令官（en）。アルマニャック伯ジャン2世とジャンヌ・ド・ペリゴールの次男でジャン3世の弟。

## 生涯
ベルトラン・デュ・ゲクランの指導を受け軍人として成長、1391年に兄が亡くなりアルマニャック伯となった。

### ブルゴーニュ派との内戦
1407年にオルレアン公ルイがブルゴーニュ公ジャン1世（無怖公）に暗殺される。オルレアン公の評判は芳しくなく、一方の無怖公は宣伝工作に長けていたため、翌年、最終的に国王シャルル6世からの赦免を勝ち取る。
ルイの長子でオルレアン公位を継承したシャルルを筆頭とするオルレアン派と無怖公を筆頭とするブルゴーニュ派の内乱は激化した。
1410年4月15日、フランス中部ジアンの地で、オルレアン公とベルナール7世を始め舅のベリー公ジャン1世、ブルターニュ公ジャン5世、相婿のブルボン公ジャン1世と息子のクレルモン伯シャルル、アランソン伯ジャン1世ら大貴族の間で同盟が結成された。この同盟は無怖公やイングランド王ヘンリー5世に対する政治的・軍事的同盟であった。
ベルナール7世は同年8月に長女ボンヌをオルレアン公と結婚させ、彼の舅としてブルゴーニュ派と戦った。ベルナール7世は、オルレアン派の動向に人的戦力・物資面で多大な貢献を果たした。そのため、オルレアン派はアルマニャック派とも呼ばれる。
アルマニャック派の蜂起は「王と、王国と、公益の、幸いと名誉と利益のために」と正当化され、同派はポワティエで協定を結び直して団結を強固にした。アルマニャック派のパリへの進軍に、シャルル6世と王妃イザボーも動揺するが、冬を目前とした11月2日、ビセートルで和平が結ばれた。
しかし双方の対立・中傷の応酬は止まず、1411年夏、オルレアン公が父暗殺のに係る正当な裁きを訴えだしたことに端を発し、内戦が再勃発する。シャルル6世は無怖公にアルマニャック派討伐を命じ、公が実権を握った。
アルマニャック派はサン＝クルーやサン＝ドニを陥落させる勢いで、ベルナール7世は婿シャルルを国王に戴冠させることを公言したとされる。フランスの王族・貴族は、親族同士でも両派に分かれ、また両派を行き来することもあった。
両派とも外国人の助力と介入を求めた結果、フランス国内各地は荒廃した。サヴォワ伯アメデーオ8世の仲介により、1412年7月、1409年のシャルトルの和約の状態まで戻すことが承認された。
1413年1月、三部会が招集されたが、アルマニャック派は欠席した。同年春、無怖公に協力的であった食肉商シモン・カボシュ（シモン・ル・クートリエ）率いるカボシャン党の占拠するパリを窺い、4月にカボシュの反乱でパリが混乱に陥り、ブルゴーニュ派はこれを鎮圧できなかった。反発した国王シャルル6世とルイ王太子の救援に応じて8月にパリへ入りカボシャン党の蜂起を鎮圧。ついに無怖公はパリを退去した。こうしてパリはアルマニャック派の支配するところとなった。
1414年初頭、ブルゴーニュ派はパリへ進軍するが、ベルナール7世はこれを撃退した。同年5月から7月にかけ、ブルゴーニュ派の都市を相次いで陥落させ、ジャン無怖公を追い詰めた。そして、同年9月4日にアラスの和約によりブルゴーニュ派と和睦した。

### イングランドのフランス侵攻、アルマニャック派の弱体化
1415年夏、イングランドがフランス攻略を開始する。ブルゴーニュ派は巧みにイングランドとの戦闘を回避した一方、アルマニャック派は逆に自分たちだけで戦うことを欲した。こうして同年10月のアジャンクールの戦いでオルレアン公シャルルを始め、アルマニャック派の幹部が戦死し、又は捕虜となり、アルマニャック派は大きな打撃を受けた。さらに同年と翌1416年に王太子ルイとベリー公が相次いで死去した。
ベルナール7世はアルマニャック派の筆頭として、イングランドやブルゴーニュ派の陰謀に悩みつつ、パリで圧政を敷くようになった。1418年、フランス国内の都市が相次いでイングランド軍に陥落させられると、無怖公は王妃イザボーをトロワに擁し、王妃も公然と協力した。すでにシャルル6世は病で統治能力を喪失しており、王妃イザボー側と王太子シャルル側に政府は分裂した。パリはブルゴーニュ派に補給を絶たれ市民が食糧難に苦しみ、ブルゴーニュ派への粛清でベルナール7世に対する市民の不満は高まった。
1418年5月29日、ブルゴーニュ派のジャン・ド・ヴィリエ・ド・リラ＝ダン候が城門の鍵の入手に成功すると、同派はパリに入市し暴動を起こした。ベルナール7世は抵抗出来ずに捕らえられ6月12日に殺害された。ジャン無怖公は7月に入り、トロワからパリへ、盛大に入市した。

## 子女
従妹でベリー公ジャン1世の娘ボンヌ・ド・ベリーと結婚し、以下の子女をもうけた。
- ボンヌ（1393年 - ?） - オルレアン公シャルルと結婚
- ジャン4世（1396年 - 1450年） - アルマニャック伯
- マリー（1397年 - 1404年）
- ベルナール（1400年 - 1456年） - パルディアック伯、ヌムール公、ラ・マルシュ伯
- アンヌ（1402年 - 1473年3月以前） - 1417年、ドルー伯・アルブレ領主シャルル2世と結婚
- ジャンヌ（1403年 - ?）
- ベアトリス（1406年 - ?）